# Eugen Ott (General der Infanterie)
Eugen Ott (* 20. Mai 1890 in Sinzig im Kreis Ahrweiler; † 11. August 1966 in Hohenschäftlarn bei München) war ein deutscher Offizier, zuletzt General der Infanterie im Zweiten Weltkrieg.

## Leben
Eugen Ott war Sohn von Alfred Ott (1846–1924), Bürgermeister und späterer Ehrenbürger von Sinzig.
Er diente als Offizier im Ersten Weltkrieg. In der Wehrmacht war er von Mitte 1938 bis Juli 1939 Inspekteur der Infanterie (In 2) in Berlin und führte anschließend im Zweiten Weltkrieg von August 1939 bis September 1939 als Kommandeur im Ranges eines Generalmajors (Beförderung zu Anfang März 1938) die 7. Infanterie-Division, mit welcher er am Überfall auf Polen teilnahm. Von Ende März 1941 bis Mitte Mai 1941 wurde er erst Führer des XXX. Armeekorps und anschließend in der gleichen Funktion nun aber als General der Infanterie von Oktober bis Dezember 1941 für das XI. Armeekorps. Es folgte bis Oktober 1943 sein Einsatz als Kommandierender General des LII. Armeekorps (u. a. Teilnahme an der Sommeroffensive 1942, der Nordkaukasische Operation und dem Unternehmen Zitadelle). Ab 1944 war er bis zum Kriegsende Inspekteur der italienischen Verbände.
Ende Dezember 1942 war er mit dem Ritterkreuz des Eisernen Kreuzes ausgezeichnet worden.